# فرنسيس تاكر
فرنسيس تاكر (بالإنجليزية: Francis Tucker)‏ هو مهندس جنوب أفريقي، ولد في 30 أبريل 1923 في جوهانسبرغ في جنوب أفريقيا، وتوفي في 4 أبريل 2008 في سومرست ويست في جنوب أفريقيا.